# 이집트 제30왕조
이집트 제30왕조는 이집트 제29왕조를 정복하고 등장한 왕조이다. 기원전 380년부터 기원전 343년까지 존속한 뒤, 아케메네스 제국에 점령당하여 멸망했다.

## 역대 파라오
- 넥타네보 1세(기원전 380년 ~ 기원전 362년)
- 테오스(기원전 362년 ~ 기원전 360년)
- 넥타네보 2세(기원전 360년 ~ 기원전 343년)